# Agapanthus africanus

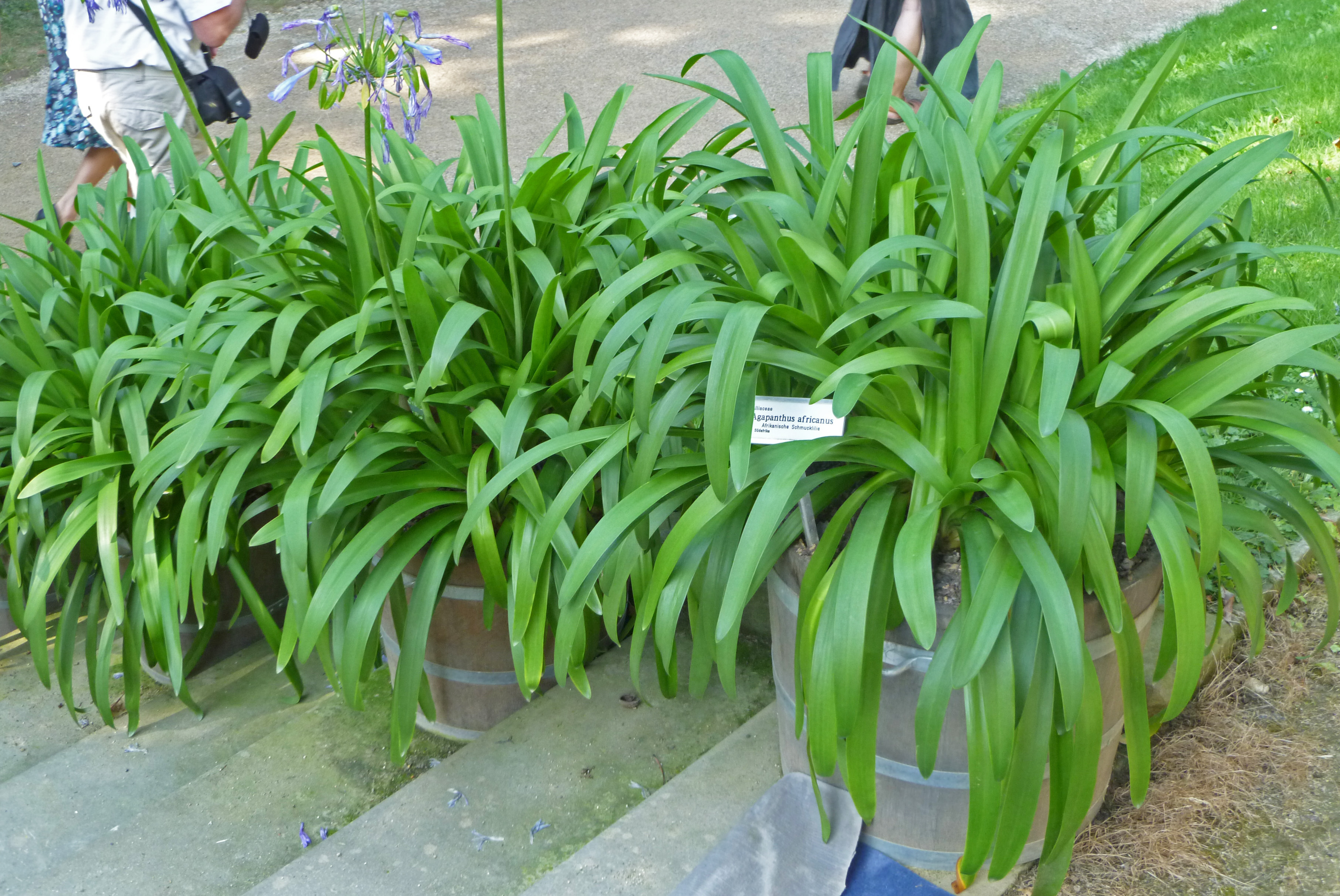
Agapanthus africanus.

Agapanthus africanus (L.)Hoffmanns. é uma espécie de planta bulbosa da família Amaryllidaceae com distribuição natural na região do Cabo da Boa Esperança na África do Sul. A espécie é utilizada como planta ornamental encontrando-se naturalizada em diversas regiões de clima temperado quente e mediterrânico.